# Fred Zollner
Fred Zollner (22 de janeiro de 1901 – 21 de junho de 1982) foi o fundador e proprietário do Fort Wayne Zollner Pistons (agora o Detroit Pistons) e uma figura-chave na fusão da Liga Nacional de Basquetebol (NBL) e da Associação de Basquetebol da América (BAA) na Associação Nacional de Basquetebol (NBA) em 1949. Ele foi apelidado de "Sr. Pro Basketball" e foi introduzido no Naismith Memorial Basketball Hall of Fame como contribuinte. Zollner era industrialista que fabricava pistões para empresas como Ford, General Motors e John Deere. Foi o primeiro proprietário de uma equipe de basquete profissional a contratar um técnico de banco e, em 1952, o primeiro a comprar um avião Douglas DC-3 para transportar sua equipe para os jogos. Em 1957, ele mudou a equipe para Detroit, uma cidade muito maior que tinha tido anteriormente uma franquia da NBA, os Detroit Falcons.
A ilha Zollner, no Lago Kabetogama, no Parque Nacional dos Voyageurs, leva o nome de Fred Zollner, que tinha uma cabana lá.